# Espresso (processador)

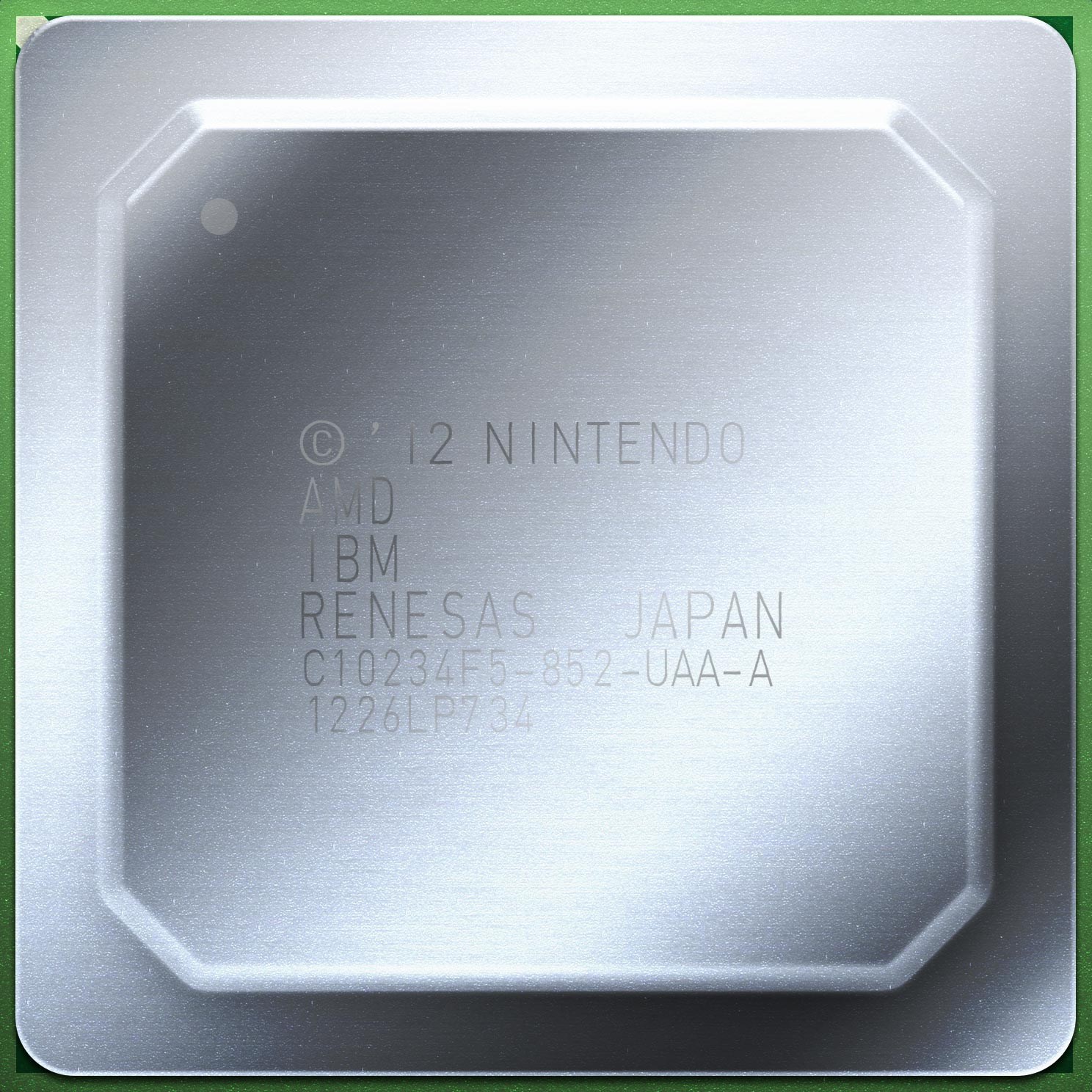
Una il·lustració del Wii U MCM amb dispersor de calor. Les marques indiquen que està dissenyat per Nintendo, i els seus components són fabricats per AMD, IBM i Renesas. També diu que es va muntar al Japó, la setmana 26 del 2012.

Espresso és el nom en clau de la unitat de processament central (CPU) de 32 bits que s'utilitza a la consola de videojocs Wii U de Nintendo. Va ser dissenyat per IBM i es va produir mitjançant un procés de silici sobre aïllant de 45 nm. El xip Espresso resideix juntament amb una GPU d'AMD en un MCM fabricat per Renesas. Va ser revelat a l'E3 2011 el juny de 2011 i llançat al novembre de 2012.

## Disseny
IBM i Nintendo han revelat que el processador Espresso és un microprocessador basat en PowerPC amb tres nuclis en un sol xip per reduir el consum d'energia i augmentar la velocitat. La CPU i el processador gràfic es col·loquen en un sol substrat com a mòdul multixip (MCM) per reduir la complexitat, augmentar la velocitat de comunicació entre els xips, reduir encara més el consum d'energia i reduir el cost i l'espai necessari. Els dos xips van ser muntats al MCM complet per Renesas al Japó. El mateix espresso va ser fabricat per IBM en la seva planta de300mm a East Fishkill, Nova York, utilitzant tecnologia SOI de 45 nm i DRAM incrustada (eDRAM) per a memòria cau.
Tot i que Nintendo no ha estat verificat, els pirates informàtics, els desmuntatges i els informants no oficials han revelat des de llavors més informació sobre l'Espresso, com ara el seu nom, mida i velocitat. La microarquitectura sembla ser bastant semblant als seus predecessors Broadway i Gekko, és a dir, basat en PowerPC 750, però millorat amb cachés més grans i ràpids i suport multiprocessador.

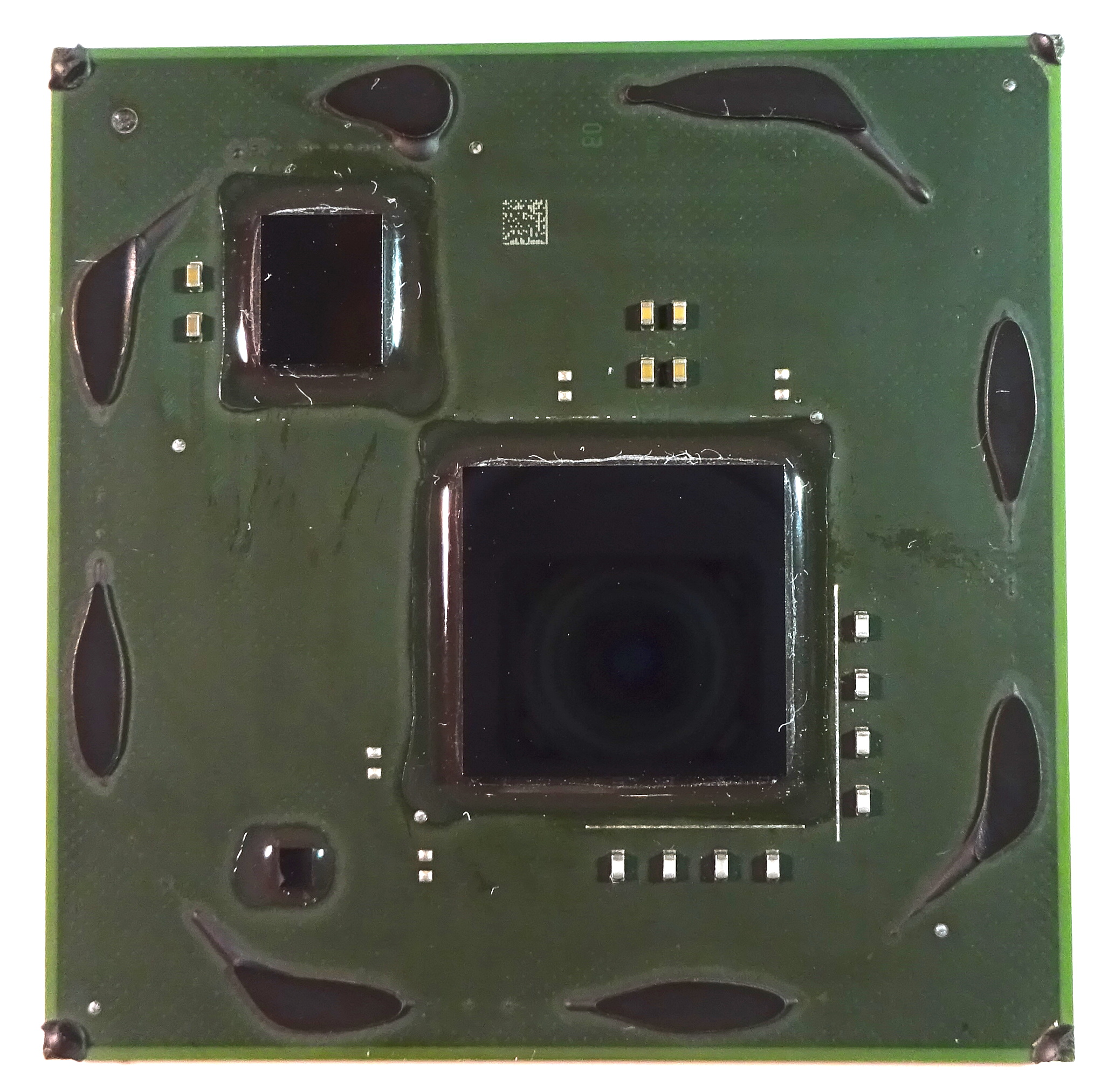
Wii U MCM sense dispersor de calor. Espresso és el rectangle negre a la part superior esquerra.

Els rumors que la CPU de Wii U es derivava del processador de servidor POWER7 d'IBM de gamma alta van resultar falsos, ja que potencialment augmentaria el cost de fabricació i venda al detall del sistema i requeriria un factor de forma més gran. Espresso comparteix alguna tecnologia amb POWER7, com ara eDRAM i semblances generals de conjunt d'instruccions, però aquestes són similituds superficials.

## Especificacions
- Nuclis basats en PowerPC d'execució fora d'ordre
- Tecnologia de procés de 45 nanòmetres
- Tecnologia de silici sobre aïllants (SOI) d'IBM
- Retrocompatible amb els processadors de Broadway i Gekko

Les següents especificacions no han estat confirmades oficialment ni per Nintendo ni per IBM. Han estat obtinguts mitjançant enginyeria inversa pel pirata informàtic Hector Martin, àlies marcan.
- Arquitectura bàsica basada en Broadway
- Tres nuclis a 1.243125 GHz
- Multiprocessament simètric amb suport MESI / MERSI
- Cada nucli pot emetre fins a 4 instruccions per rellotge mitjançant el paral·lelisme superescalar.
- Unitat entera de 32 bits
- Coma flotant de 64 bits (o SIMD de 2 × 32 bits, que sovint es troba sota la denominació "singlers emparellats")
- Un total de 3 MB de memòria cau de nivell 2 en una configuració inusual.
  - Nucli 0: 512 KB, nucli 1: 2 MB, nucli 2: 512 KB
- Conducte de 4 etapes
- Conducte de 7 etapes - FP
- 6 unitats d'execució per nucli (18 UE en total)
- Mida del motlle: 4,74 mm × 5,85 mm = 27,73 mm²